# Uchanie-Kolonia
Uchanie-Kolonia – kolonia w Polsce położona w województwie lubelskim, w powiecie hrubieszowskim, w gminie Uchanie.
W latach 1975–1998 miejscowość administracyjnie należała do województwa zamojskiego.
Wieś stanowi sołectwo gminy Uchanie. Według Narodowego Spisu Powszechnego z roku 2011 wieś liczyła 16 mieszkańców i była najmniejszą co do liczby ludności miejscowością gminy.
Przez ludność miejscową znana jako "Malarzówka".
Wierni Kościoła rzymskokatolickiego należą do parafii Wniebowzięcia Najświętszej Maryi Panny w Uchaniach.